# Cyclosa espumoso
Cyclosa espumoso är en spindelart som beskrevs av Levi 1999. Cyclosa espumoso ingår i släktet Cyclosa och familjen hjulspindlar. Inga underarter finns listade i Catalogue of Life.